# Beloha (district)
Beloha is een district van Madagaskar in de regio Androy. Het district telt 63 709 inwoners (2011) en heeft een oppervlakte van 4.669 km², verdeeld over 5 gemeentes. De hoofdplaats is Beloha. Het district bestaat voor 344 km² uit bos.

## Landbouw
De meeste bewoners van het district zijn zelfvoorzienende boeren. Er worden vooral linzen, (water)meloenen en maïs geproduceerd. Als vee komen er voornamelijk runderen, schapen en geiten voor.